# Pyrausta epicroca
Pyrausta epicroca là một loài bướm đêm trong họ Crambidae.